# Калибр-К
«Калибр-К» (экспортное обозначение: англ. Club-K) — российский контейнерный комплекс ракетного оружия, размещаемый в стандартном 20- и 40-футовом ISO-контейнере. Предназначен для поражения надводных и наземных целей. Комплексом могут оснащаться объекты береговой инфраструктуры, суда различных классов, железнодорожные и автомобильные платформы. Является модификацией ракетной системы «Калибр».
Впервые действующий образец (в 20- и 40-футовом контейнерном исполнении) был продемонстрирован в рамках проведения Международного военно-морского салона — 2011 (МВМС-2011). Испытания комплекса проведены 22 августа 2012 года.
Комплекс может быть применён с наземных стартовых позиций, морских, железнодорожных и автомобильных платформ. Могут применяться противокорабельные ракеты (3М-54КЭ, 3М-54КЭ1, Х-35УЭ) и ракеты для поражения наземных целей (3М-14КЭ, Х-35УЭ).

## Комплектация
Основным элементом комплекса является универсальный стартовый модуль, исполненный в виде стандартного ISO-контейнера. В базовый состав входят от одного до четырёх универсальных стартовых модулей, боекомплект одного универсального стартового модуля комплекса Club-K составляет 4 ракеты, каждый стартовый модуль полностью автономен.
В стандартную комплектацию универсального стартового модуля входят:
- система управления стрельбой;
- пусковая установка вертикального (для ракет 3М-54КЭ, 3М-54КЭ1, 3М-14КЭ) или наклонного (для ракет Х-35УЭ) старта;
- аппаратура боевого управления, связи и навигации;
- системы электропитания, жизнеобеспечения и пожаротушения.

Может применяться в комплексе с активно-пассивными или пассивными радиолокационными системами (в том числе в контейнерном исполнении), позволяющими обнаруживать, идентифицировать, пеленговать и определять координаты цели на расстоянии, превышающем дальность полёта ракет. Может принимать данные целеуказания от любых береговых, корабельных, авиационных, спутниковых систем и комплексов.

## Галерея

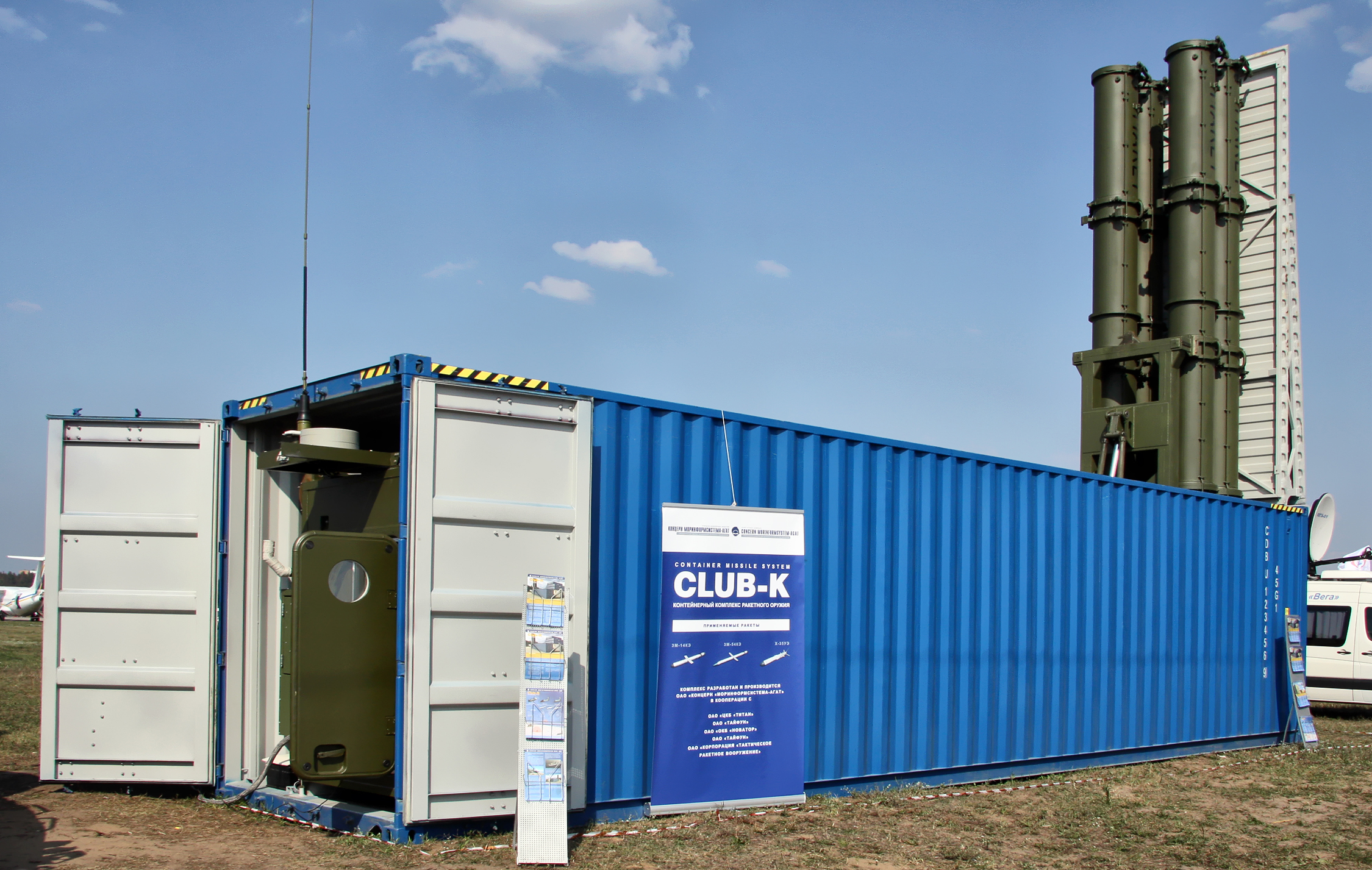
Контейнерный комплекс ракетного оружия Club-K с крылатыми ракетами «Калибр», размещённый в 40-футовом ISO-контейнере (МАКС-2011).
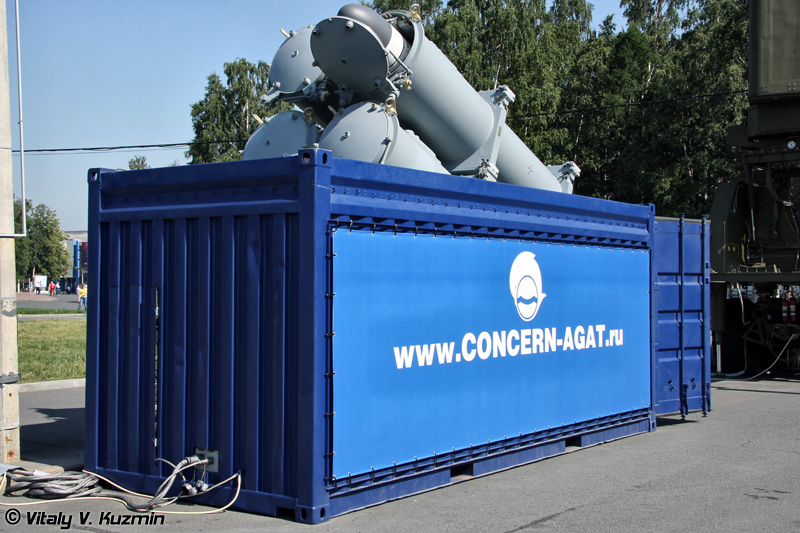
Контейнерный комплекс ракетного оружия Club-K с противокорабельными ракетами Х-35УЭ, размещённый в 20-футовом ISO-контейнере (МВМС-2011).
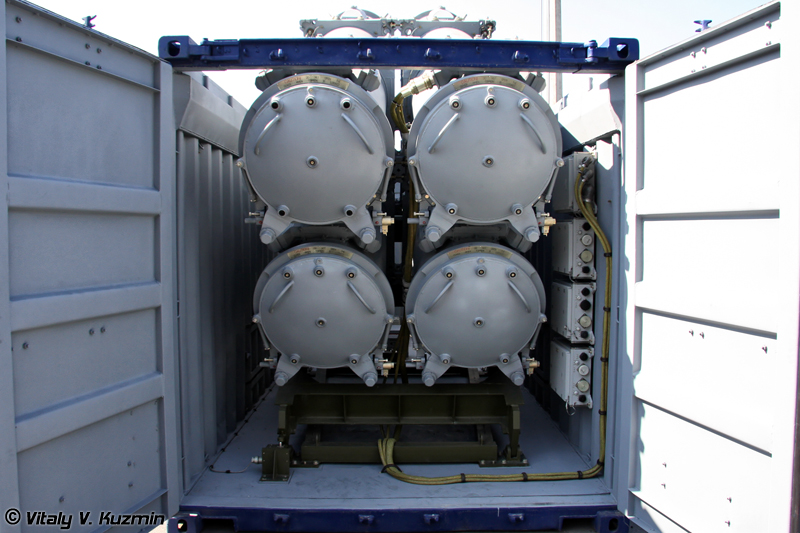
Пусковая установка контейнерного комплекса Club-K с противокорабельными ракетами Х-35УЭ, размещённого в 20-футовом ISO-контейнере (МВМС-2011).
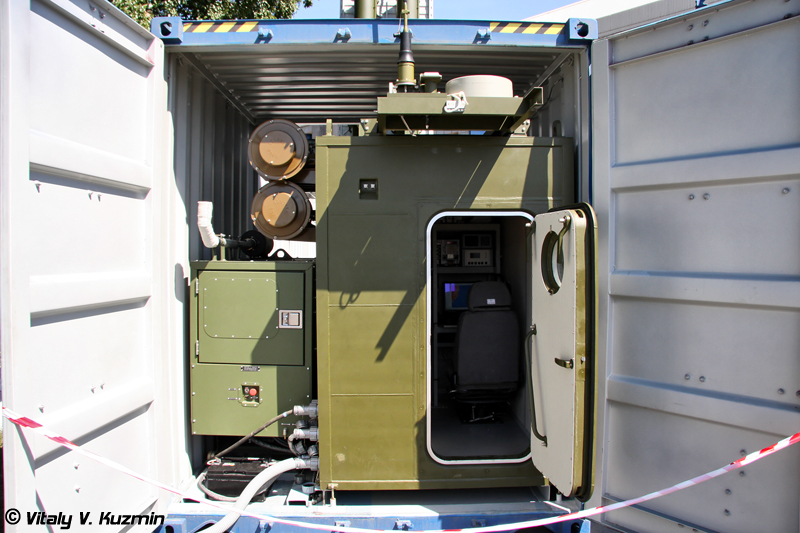
Вход в кабину боевого управления контейнерного комплекса Club-K с крылатыми ракетами «Калибр», размещённого в 40-футовом ISO-контейнере (МВМС-2011).
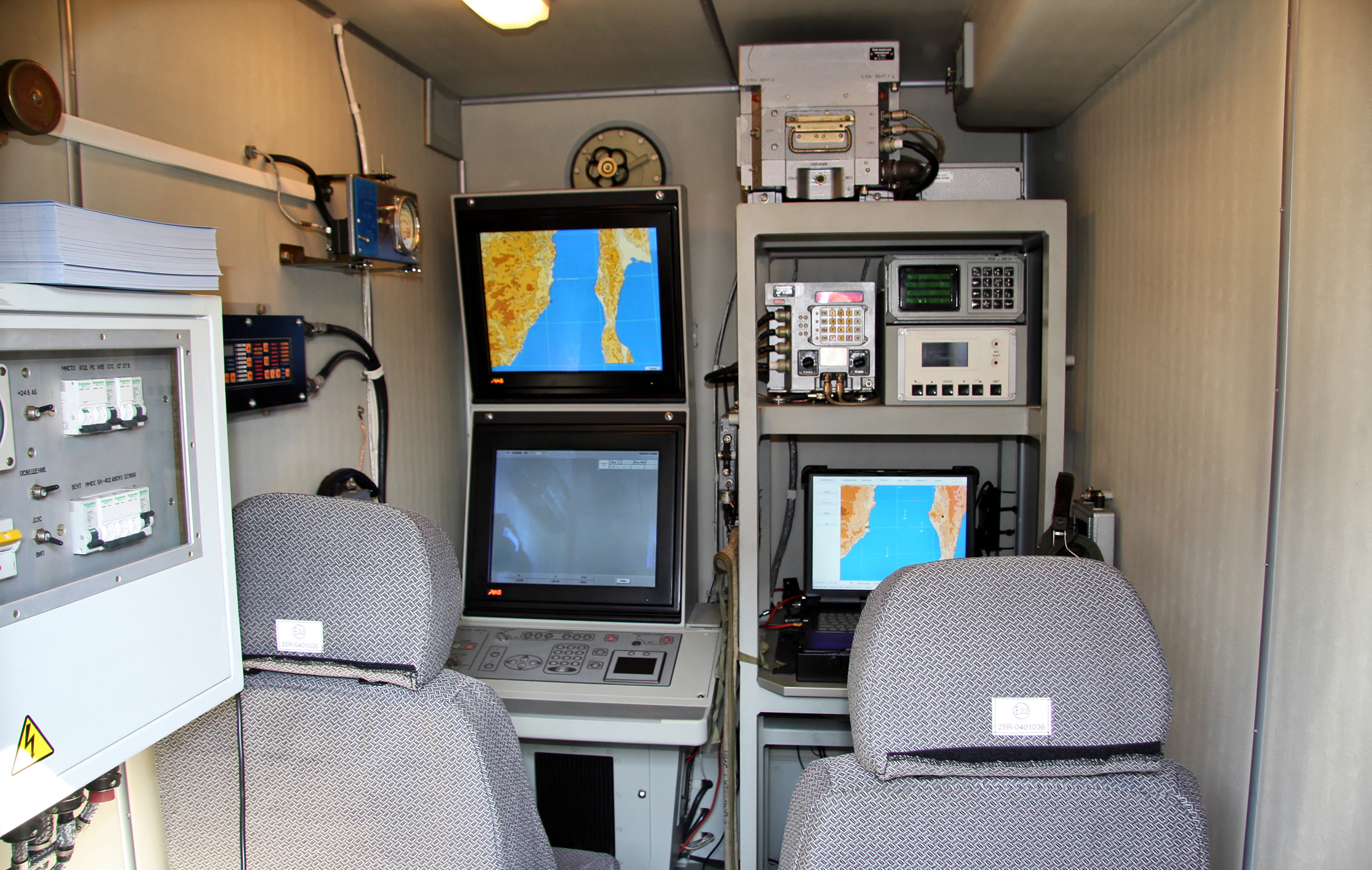
Кабина боевого управления контейнерного комплекса ракетного оружия Club-K (МАКС-2011).
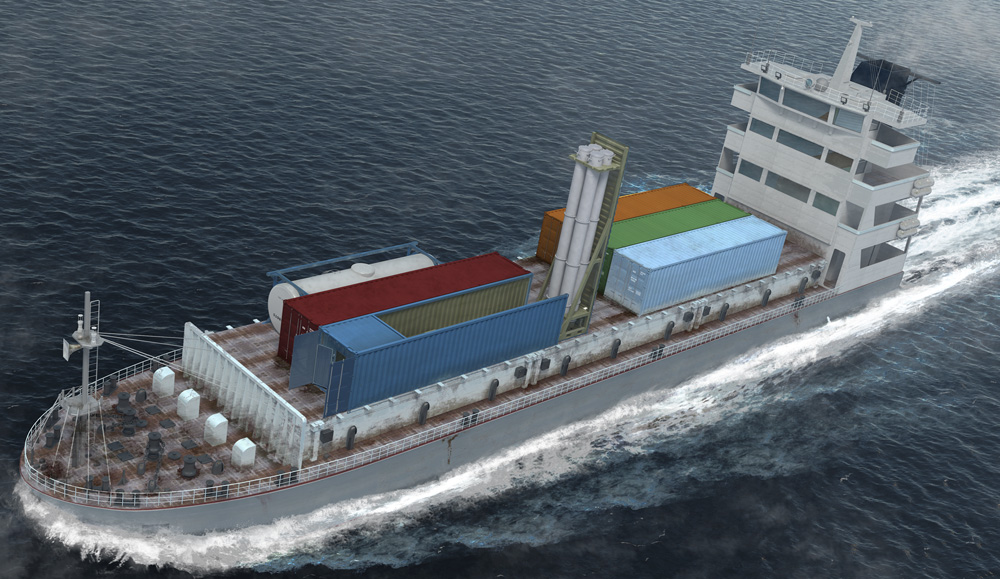
Контейнерный комплекс ракетного оружия Club-K, размещённый на контейнеровозе.
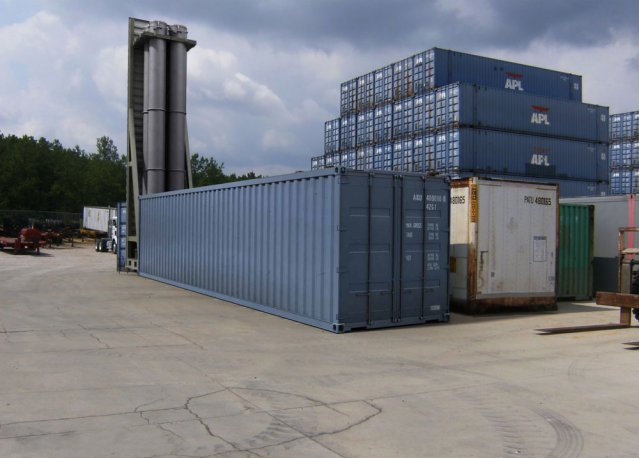
Контейнерный комплекс ракетного оружия Club-K, размещённый на терминале.